# Tututepec

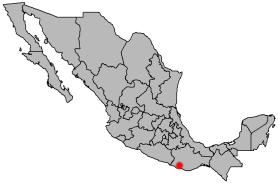
Localização de Tututepec.

Tututepec é um sítio arqueológico mesoamericano situado no vale do rio Verde nas terras altas de Oaxaca que formavam o núcleo do extenso estado mixteco durante o período pós-clássico tardio (século XII - século XVI). Durante a época da sua maior extensão, o sítio cobria cerca de 21.85 km², e a sua influência política estendia-se por uma área circundante de mais de 25 000 km².
Actualmente, o sítio encontra-se ocupado pela povoação moderna de Villa de Tututepec de Melchor Ocampo.